# 貝斯特羅耶湖
56°25′15″N 29°23′00″E / 56.42083°N 29.38333°E
貝斯特羅耶湖（俄语：Быстрое），是俄羅斯的湖泊，位於該國西北部，由普斯科夫州負責管轄，處於普斯托什卡區，面積1.7平方公里，集水區面積1,400平方公里，平均水深6米，最大水深14米。